# Familienavn
Familienavn er et andet udtryk for efternavn, dog en anelse mere sigende, da det, som udtrykket antyder, er et navn, der tilhører en bestemt famile.
Ofte anvendte familienavne i Danmark er -sen-navnene (Jensen, Hansen, Clausen osv.), som i gammel tid fortalte, at man var søn (-sen) af i ovenstående tilfælde Jens, Hans og Claus.
| Slægtsnavne | Spire Denne artikel om et slægtsnavn er en spire som bør udbygges. Du er velkommen til at hjælpe Wikipedia ved at udvide den. |